# 环苯达唑
环苯达唑是一种含氮有机化合物，化学式C
13H
13N
3O
3，能用作抗寄生虫的驅蟲藥，从未上市销售。